# Krutejaure
Krutejaure är en sjö i Krokoms kommun i Jämtland och ingår i Indalsälvens huvudavrinningsområde. Sjön har en area på 0,368 kvadratkilometer och ligger 818,6 meter över havet. Sjön avvattnas av vattendraget Övre Oldån (Korsvattenån). Vid provfiske har röding fångats i sjön.

## Delavrinningsområde
Krutejaure ingår i det delavrinningsområde (709297-138513) som SMHI kallar för Utloppet av Krutejaure. Medelhöjden är 951 meter över havet och ytan är 2,9 kvadratkilometer. Det finns inga avrinningsområden uppströms utan avrinningsområdet är högsta punkten. Övre Oldån (Korsvattenån) som avvattnar avrinningsområdet har biflödesordning 3, vilket innebär att vattnet flödar genom totalt 3 vattendrag innan det når havet efter 308 kilometer. Avrinningsområdet består mestadels av kalfjäll (88 procent). Avrinningsområdet har 0,36 kvadratkilometer vattenytor vilket ger det en sjöprocent på 12,5 procent.